# Bachsöhne

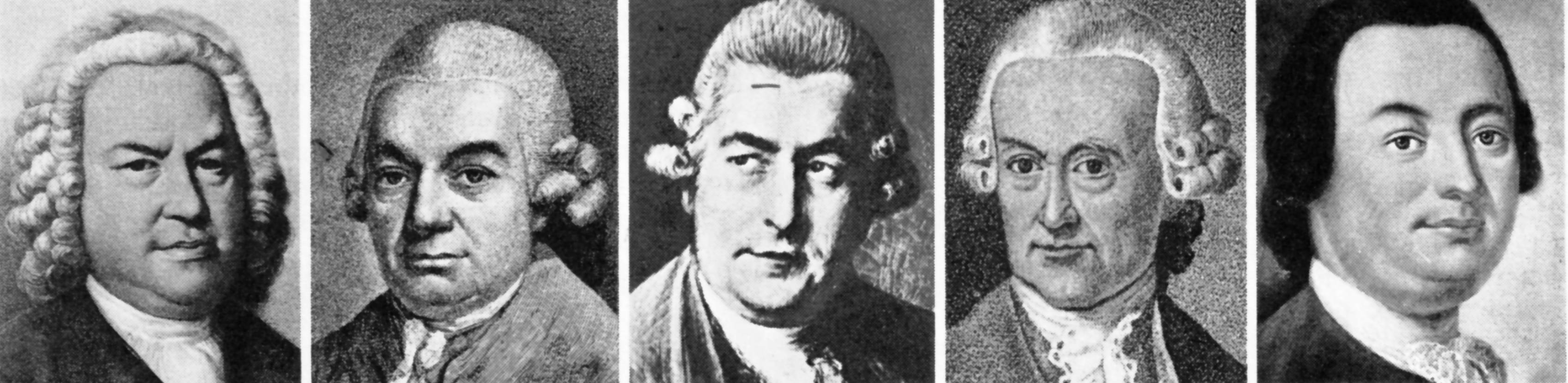
Johann Sebastian Bach und seine Söhne Carl Philipp Emanuel, Johann Christian, Wilhelm Friedemann, Johann Christoph Friedrich

Als Bachsöhne werden jene vier Söhne des Komponisten Johann Sebastian Bach bezeichnet, die ebenfalls bekannte Komponisten wurden:
- Wilhelm Friedemann Bach (22. November 1710 – 1. Juli 1784)
- Carl Philipp Emanuel Bach (8. März 1714 – 14. Dezember 1788)
- Johann Christoph Friedrich Bach (21. Juni 1732 – 26. Januar 1795)
- Johann Christian Bach (5. September 1735 – 1. Januar 1782)

Ihre Werke werden meist der Vorklassik zugerechnet. Vor allem Werke von Carl Philipp Emanuel Bach werden auch heute noch aufgeführt.
Die Tradierung der Werke Johann Sebastian Bachs nach dessen Tod ist vor allem den Bachsöhnen sowie einigen seiner zahlreichen Schüler zu verdanken.

## Bachs Söhne
Bach hatte insgesamt zwanzig Kinder: fünf Söhne und zwei Töchter aus der ersten Ehe (mit Maria Barbara Bach) sowie sechs Söhne und sieben Töchter aus der zweiten Ehe (mit Anna Magdalena Bach); die Hälfte der Kinder starb vor dem 3. Lebensjahr. Sechs der elf Söhne erreichten das Erwachsenenalter:
- die vier „Bachsöhne“, die bekannte Komponisten wurden.
- Johann Gottfried Bernhard Bach (11. Mai 1715 – 27. Mai 1739), der ebenfalls Musiker wurde. Er war 1735/36 Organist in Mühlhausen und 1737/38 in Sangerhausen. Von ihm sind jedoch keine Kompositionen überliefert.
- Gottfried Heinrich Bach (* 26. Februar 1724 – 12. Februar 1763), der nicht als eigenständiger Musiker hervortrat. Er war nach dem Zeugnis seiner Brüder musikalisch begabt, aber vermutlich geistig behindert.

„P. D. Q. Bach“ ist eine fiktive Figur, die von ihrem Erfinder als Bachs jüngster Sohn gezeichnet wird.

## Die bekannten Bachsöhne

### Wilhelm Friedemann Bach
Wilhelm Friedemann Bach, auch „Dresdener Bach“ oder „Hallescher Bach“ genannt, gilt als der begabteste, aber auch unglücklichste der Bachsöhne. Wie seine jüngeren Brüder war er Thomasschüler in Leipzig, studierte dort kurze Zeit und wurde 1733 Organist an der Dresdner Sophienkirche. 1746 folgte seine Berufung als Musikdirektor an die Hallenser Marktkirche Unser Lieben Frauen, wo er bis 1764 wirkte. Seitdem ohne feste Anstellung, verdiente er sich durch Konzerte, Unterricht und Komponieren seinen Lebensunterhalt. Ab 1770 wohnte er in Braunschweig und zog 1774 nach Berlin, wo er 1784 verarmt starb.

### Carl Philipp Emanuel Bach
Carl Philipp Emanuel Bach, auch „Berliner Bach“ oder „Hamburger Bach“ genannt, war zu Lebzeiten berühmter als sein Vater Johann Sebastian. Nach dem Besuch der Lateinschule in Köthen war Carl Philipp Emanuel Bach bis 1734 an der Thomasschule und studierte anschließend in Leipzig und Frankfurt (Oder) Rechtswissenschaften. Bereits in der Schüler- und Studentenzeit trat er als Instrumentalist und Komponist hervor, wandte sich aber erst später endgültig der Musik zu. 
1738 trat er als Cembalist in die Kapelle des damaligen preußischen Kronprinzen Friedrich ein. 1741 erhielt er den Titel „Kammercembalist“. Neben dem Dienst am Hof beteiligte er sich auch an bürgerlichen Musizier- und Gesprächskreisen. Zu seinen Gönnern zählte Prinzessin Anna Amalie von Preußen, die ihn 1767 zu ihrem Kapellmeister ernannte. 
Im März 1768 wurde Carl Philipp Emanuel Bach Nachfolger seines verstorbenen Paten Georg Philipp Telemann im Amt des städtischen Musikdirektors und Kantors am Johanneum in Hamburg.
Das kompositorische Schaffen Carl Philipp Emanuel Bachs ist außerordentlich umfangreich und vielfältig, wobei die Werke für Klavier im Vordergrund stehen. Es umfasst Sinfonien, Klavierkonzerte, Kammermusik, etwa 200 Klaviersonaten, Passionen, Oratorien und zahlreiche Lieder.  Von großer Bedeutung ist Carl Philipp Emanuel Bachs zweiteiliges Lehrwerk „Versuch über die wahre Art das Clavier zu spielen“ (1753 und 1762). Als „Klavier-Virtuose“, Lehrmeister und bedeutender Komponist der Vorklassik stand er bei den drei Wiener Klassikern in hohem Ansehen.  
Carl Philipp Emanuel Bach starb am 14. Dezember 1788 in Hamburg.

### Johann Christoph Friedrich Bach
Johann Christoph Friedrich Bach, auch „Bückeburger Bach“ genannt, war ebenfalls Thomasschüler und kurz Jurastudent. 1751 wurde er Konzertmeister der Bückeburger Hofkapelle von Graf Schaumburg-Lippe und Freund Johann Gottfried Herders, von dem unter anderem Texte für Oratorien und Kantaten stammen. Wilhelm Friedemann hielt ihn für den besten Cembalisten der Familie.
In Bückeburg heiratete er die Hofsängerin Lucia Elisabeth Münchhausen, machte die Kapelle zu einer der besten Deutschlands und komponierte Klavier-, Kammermusik, Oratorien und 19 Sinfonien. Der Wechsel des Hofpredigers Herder nach Weimar bremste aber 1776 seine Schaffenskraft, bis Johann Christoph Friedrich Bach in London die Musik Wolfgang Amadeus Mozarts und Christoph Willibald Glucks kennenlernte.
Sein Sohn Wilhelm Friedrich Ernst Bach, Schüler seines Vaters und seines Onkels Johann Christian Bach, war der letzte „komponierende Bach“.

### Johann Christian Bach
Johann Christian Bach, auch „Mailänder Bach“ oder „Londoner Bach“ genannt, wurde nach seines Vaters Tod von Carl Philipp Emanuel Bach unterrichtet. Er war in Mailand Domorganist und wirkte als gesuchter Opernkomponist 20 Jahre in London.
Der 8-jährige Mozart lernte Johann Christians Art zu komponieren und dessen Klavierspiel auf dem modernen Pianoforte während seines Londoner Aufenthaltes 1764 kennen, worüber seine Schwester Nannerl berichtete. Als Jugendlicher schrieb Mozart drei Klaviersonaten Johann Christian Bachs zu Klavierkonzerten um; später trafen sich die beiden Komponisten in Paris und tauschten musikalische Ideen aus.